# Artesa de Segre
Artesa de Segre település Spanyolországban, Lleida tartományban. Artesa de Segre Alòs de Balaguer, Agramunt, Isona i Conca Dellà, La Baronia de Rialb, Ponts, Oliola, Preixens, Foradada, Vilanova de Meià, Gavet de la Conca és Montclar községekkel határos. Lakosainak száma 3485 fő (2024).

## Népesség
A település lakosságának változását az alábbi diagram mutatja:
| Lakosok száma | 794  | 4878 | 5082 | 4403 | 3244 | 3540 | 3869 | 3656 | 3432 | 3485 |
|               | 1717 | 1887 | 1936 | 1960 | 1986 | 2004 | 2009 | 2014 | 2019 | 2024 |